# Tchang Sien-cu
Tchang Sien-cu (čínsky pchin-jinem Tāng Xiǎnzǔ, znaky zjednodušené 汤显祖, tradiční 湯顯祖; 24. září 1550 – 29. července 1616), byl dramatik mingské Číny.

## Jméno
Tchang Sien-cu používal zdvořilostní jméno I-ženg (čínsky pchin-jinem Yìréng, znaky zjednodušené 义仍, tradiční 義仍) a pseudonymy Chaj-žuo (čínsky pchin-jinem Hǎiruò, znaky 海若), Čching-jüan tao-žen (čínsky pchin-jinem Qīngyuǎn dàorén, znaky zjednodušené 清远道人, tradiční 清远道人), později i Chaj-žuo-š’ (čínsky pchin-jinem Hǎiruòshì, znaky 海若士) a Jü-ming-tchang (čínsky pchin-jinem Yùmíngtáng, znaky 玉茗堂).

## Život a dílo
Tchang Sien-cu pocházel z okresu Lin-čchuan (dnes část Fu-čou) v provincii Ťiang-si. V jednadvaceti letech složil provinční úřednické zkoušky a roku 1583 uspěl i při zkouškách v hlavním městě. Sloužil v nižších úřednických postech v Nankingu, a provinciích Če-ťiang a Kuang-tung. Roku 1598 odešel ze státní služby, vrátil se do rodného kraje a soustředil se na psaní divadelních her.
Z jeho dramat jsou nejvíce ceněny „čtyři snové hry“ v žánru kchun-čchü. Nejpopulárnější z nich je Pavilón pivoněk (牡丹亭, Mu-tan-tching) o lásce dívky a mladého úředníka překonávající i smrt. Další tři „snové hry“ jsou C’-čchaj-ťi (紫釵記, „Příběh purpurové vlásenky“), Nan-kche ťi (紫釵記, „Příběh [z pod] jižní větve“) a Chan-tan ťi (南柯記, „Příběh z Chan-tanu“).